# 현악 사중주 13번 (베토벤)
《현악 사중주 13번 내림나장조, 작품 번호 130》은 루트비히 판 베토벤에 쓰인 현악 사중주이다. 이 사중주는 베토벤의 현악 사중주 중 13번 사중주로 되어 있지만, 작곡 순서로는 열네 번째이다.

## 개요
이 결과물은 베토벤의 마지막 작품 중 하나로, 니콜라이 갈리친 공작의 위임에 응하기 위해 작곡된 세 개의 사중주 작품 중 마지막 세 번째로 작곡된 것이다; 《12번 사중주, 작품 번호 127》이 가장 처음으로 쓰여졌고, 이어 《15번 사중주, 작품 번호 132》가 두 번째로 쓰여졌으며, 이 사중주는 마지막 세 번째로 쓰여졌다. 작곡 시기는 1825-6년경으로, 원래의 피날레는 1826년 11월 말에 완성된 새로운 피날레로 대체되었다. 새로운 피날레는 베토벤의 마지막 완성작인 것으로 여겨진다. 작곡가는 그의 출판사의 요청에 따라 소위 《대푸가, 작품 번호 133》으로 출판된 원래의 피날레를 새로운 피날레로 대체하는 것에 동의했다. 새로운 피날레에 의한 이 사중주는 출판과 초연이 모두 작곡가가 사망하고 난 후에 이루어졌다. 초판은 1827년 5월 10일에 빈의 아르타리아 출판사를 통해 처음으로 간행되어 《12번》 및 《15번 사중주》와 마찬가지로 니콜라이 갈리친 공작에게 헌정되었다. 초연은 1827년 4월 22일에 빈의 음악협회 홀에서 슈판치히 사중주단에 의해 이루어졌다.
《대푸가》가 최종 악장에 놓여 있을 때의 이 사중주는 1826년 3월 21일에 초연이 이루어졌다. 베토벤은 그의 후기에서 종종 푸가를 선호하고 있었으며, 본 작품 뿐만 아니라 《하머 클라비어 소나타》, 《교향곡 9번》, 《피아노 소나타 31번》에서도 채택하고 있었다. 그러나 이 작품의 최종 악장에 놓인 푸가는 일반적으로 그 연주를 들은 연주자들과 청중들에게 다소 독립적인 작품으로 느껴짐과 동시에 상당히 어려운 것으로 판명되었고, 평가가 양분했다. 결국, 베토벤은 친구의 조언이나 출판사의 요청도 있고, 《대푸가》를 분리하여 새롭게 고쳐써서 내놓았다. 베토벤은 아마도 《대푸가》가 이 사중주의 피날레 역할을 하기에는 너무 웅장하고 그 자체로 훌륭한 것이었지만, 이 사중주의 다섯 개의 악장의 뒤에 놓여 있을 때는, 덜 서사적으로 들리는 작품이라는 것을 알고 있었을 것이다. 그러나 오늘날에 와서는 《대푸가》도 재평가가 이루어져, 베토벤의 위대한 업적 중 하나로 간주되고 있으며, 베토벤의 의도대로 푸가를 본래의 형태로서 최종 악장으로 연주하거나, 혹은 신구의 피날레를 모두 다루는 등의 연주도 종종 일어나고 있다.
심장 전문의이자 음악 학자, 아마추어 음악가인 이반 마하임의 통계에 따르면, 새로운 피날레에 의한 이 사중주는 형성 후 처음 50년 동안 214회의 공연이 이루어졌다. 반면에 《대푸가》는 같은 기간 동안 단 14회의 공연 만이 이루어졌다. 카바티나 악장은 보이저 금제 음반에 녹음된 여러 곡 중 하나이다. 보이저 금제 음반은 언젠가 외계 생명체가 우주선을 통해 인간의 존재를 알게 될 것이라는 희망으로 1977년에 발사한 보이저 2호 우주선에 실린 것이다.

## 악장
작품은 전 여섯 개의 악장으로 구성되어 있다:
1. Adagio, ma non troppo – Allegro
2. Presto
3. Andante con moto, ma non troppo. Poco scherzoso
4. Alla danza tedesca. Allegro assai
5. Cavatina. Adagio molto espressivo
6. Finale. Allegro

총 연주 소요 간은 42분에서 50분 정도이다. 
여섯 개의 악장으로 구성되어 있다는 점에서, 이 작품은 이례적인 현악 사중주 작품이다. 다섯 개의 악장으로 구성된 《15번 사중주》에 이어 작품의 규모가 더 커지고 있음을 알 수 있다. 《대푸가》가 대체된 개정 후에도 베토벤의 현악 사중주 중 가장 연주시간이 길다. 중간 악장에 있어서 통례와는 반대되는 무용악장, 완서악장을 나란히 배치한 것은 《교향곡 9번 "합창"》등에서도 볼 수 있었지만, 이 작품에서는 중간 2악장의 배열이 한번 더 되풀이되어, 개시악장, 무용악장, 완서악장, 완서악장, 종악장으로 구성되었다.

### 제1악장. 아다지오 마 논 트로포 — 알레그로
내림나장조, 서주가 있는 소나타 형식, 14분 소요.
전체적으로 느리고 빠른 음악을 번갈아가며 나타낸다. 그것은 침울함에서 장난스러움으로, 명상적인 것에서 즐거운 것으로 이동한다. 주제별 소재에 대한 베토벤의 처리와 소나타-알레그로 형식의 취급은 여기서 매우 혁신적이다.

### 제2악장. 프레스토
내림나단조, 세도막 형식, 2분 소요.
스케르초 풍의 짧은 악장이다. 장르를 막론하고 작곡가의 최고의 것 중 하나인 짧은 스케르초가 이어진다. 이 프레스토 악장의 쓰기는 화려하고 특색이 넘친다. 분위기는 가볍고 재치가 있다.

### 제3악장. 안단테 콘 모토, 마 논 트로포. 포코 스케르찬도
내림라장조, 세도막 형식,  8분 소요.
Andante con moto, ma non troppo (“안단테보다 조금 빠르지만 활기 있게, 그러나 지나치지 않게”)라는 표시에도 불구하고 분위기는 밝고 매우 생생하다. 실제로 베토벤은 여기에 Poco scherzoso (“조금 경쾌하게”)의 지시도 포함시켰다.

### 제4악장. 알라 단차 테데스카.알레그로 아사이
사장조, 세도막 형식, 4분 소요.
Alla danza Tedesca ("독일 무곡 풍으로")로 표시된다. 제2악장과 마찬가지로 다음 악장에의 중개적인 짧은 악장으로 되어있다.

### 제5악장. 카바티나. 아다지오 몰토 에스프레시보
내림마장조, 세도막 형식, 8분 소요.
Cavatina ("2절, 혹은 곡의 반복없는 단순한 성격의 짧은 노래")로 표시된다. 분위기는 침울하고 우울하며 매우 심오하다. 작곡가 자신은 이 음악이 자신의 감정 상태에 미치는 영향, 가끔 눈물을 끌어들이는 힘에 대해 이야기했다. 마킹에서 알 수 있듯이 주요 주제는 노래와 같고 아주 사랑스럽다.

### 제6악장. 피날레. 알레그로
내림나장조, 론도 형식, 10분 소요.
앞에서 언급했듯이, 이 피날레는 베토벤이 쓴 마지막 완성 작품이다. 그 행복한 분위기는 작곡가의 건강 문제와 감정 상태를 배반하지 않는다. 그는 심각한 병에서 막 회복되었지만 여전히 건강하지는 않았다. 더욱이 베토벤은 이 피날레를 그의 말썽많은 조카 카를과 함께 여행했던 다뉴브 계곡의 그네센도르프에 있는 그의 동생 요한의 집에 마지못해 머무는 동안 썼다. 작곡가는 시누이와 어울리지 않았고, 그가 곡을 쓰기 불편한 상황에서 이 작품을 썼다. 특히, 행복한 자세로서의 작곡에 거의 도움이 되지 않았다고 상상할 수 있다. 어쨌든, 이 피날레는 원래의 다소 복잡한 푸가와는 상당히 다른 작품에 가까운 훌륭한 결과물을 제공한다.

## 같이 보기
- 후기 현악 사중주 (베토벤)
- 베토벤의 현악 사중주